# Demadiana
Genre
Synonymes
- Dema Karsch, 1878 nec Gistl, 1848

Demadiana est un genre d'araignées aranéomorphes de la famille des Arkyidae.

## Distribution
Les espèces de ce genre sont endémiques d'Australie.

## Liste des espèces
Selon World Spider Catalog (version 18.0, 09/05/2017) :
- Demadiana carrai Framenau, Scharff & Harvey, 2010
- Demadiana cerula (Simon, 1908)
- Demadiana complicata Framenau, Scharff & Harvey, 2010
- Demadiana diabolus Framenau, Scharff & Harvey, 2010
- Demadiana milledgei Framenau, Scharff & Harvey, 2010
- Demadiana simplex (Karsch, 1878)

## Publications originales
- Strand, 1929 : Zoological and palaeontological nomenclatorical notes. Acta Universitatis Latviensis, vol. 20, p. 1-29.
- Karsch, 1878 : Exotisch-araneologisches, 2. Zeitschrift für die gesammten Naturwissenschaften, vol. 51, p. 771-826.